# Dysschema moseroides
Dysschema moseroides là một loài bướm đêm thuộc phân họ Arctiinae, họ Erebidae.